# جونکو تابی
جونکو تابی (ژاپنی: 田部井 淳子; انگلیسی: Junko Tabei؛ ۲۲ سپتامبر ۱۹۳۹ – ۲۰ اکتبر ۲۰۱۶) یک گردشگر، و کوهنورد اهل ژاپن بود. او اولین زنی است که به قله اورست با ارتفاع ۸۸۴۰ متری صعود کرد. وی این صعود را در مه سال ۱۹۷۵ در سن ۳۵ سالگی در عرض ۱۲ روز انجام داد.
جونکو تابی پس از فتح قله اورست، تا سال ۱۹۹۲ به مرتفع‌ترین قلل بیش از هفتاد کشور، از جمله قله کلیمانجارو و قله دنالی، صعود کرد. وی آخرین صعود خویش را در ژوئیه ۲۰۱۱ به کوه فوجی انجام داد.
جونکو تابی چهار سال پیش از مرگش آگاهی یافت که به سرطان اولیه صفاق مبتلاست اما همچنان به کوهنوردی ادامه داد و سرانجام در روز پنجشنبه ۲۰ اکتبر ۲۰۱۶ در سن ۷۷ سالگی در کاواگوئه، سایتاما درگذشت.